# Bruno Vuletić
Bruno Vuletić (Sinj, 5. oktobar 1924 — Beograd, 6. novembar 1997) bio je general-pukovnik JNA i učesnik Narodnooslobodilačke borbe.

## Biografija
Pre Drugog svetskog rata bio je đak. U ratu je bio komandant bataljona 2. dalmatinske brigade, zamenik komandanta i kasnije komandant 4. dalmatinske (splitske) brigade. Posle rata je bio pomoćnik vojnog izaslanika u SAD i Velikoj Britaniji, vojni izaslanik JNA u Narodnoj Republici Kini, komandant divizije, načelnik Kabineta Vrhovnog komandanta oružanih snaga i komandant armije. Završio je Diplomatsku školu i Višu vojnu akademiju JNA.

## Odlikovanja
- Orden zasluga za narod sa zlatnom zvezdom
- Orden partizanske zvezde sa srebrnim vencem

## Literatura
- Vojna enciklopedija (knjiga deseta), Beograd 1974. godina